# جنيه أيرلندي
الجنيه الأيرلندي (الأيرلندية: punt) هو عملة جمهورية أيرلندا حتى عام 2002. كان رمز أيزو 4217 الخاص به هو IEP، وكان الرمز £ (أو IR £ للتمييز). تم استبدال الجنيه الأيرلندي باليورو في 1 يناير 1999م. لكن لم تبدأ عملة اليورو بالتداول حتى بداية عام 2002.

## أنظر أيضا
- اقتصاد جمهورية أيرلندا

## روابط خارجية
- دليل لتقييم جميع عملاتك المعدنية الأيرلندية القديمة
- الأوراق النقدية الأيرلندية
- موقع العملات الأيرلندية - التاريخ والصور والكتالوج.
- نظرة عامة على الجنيه الأيرلندي من بي بي سي
- الجنيه الأيرلندي: من الأصول إلى الاتحاد النقدي الأوروبي نسخة محفوظة 27 مارس 2014 على موقع واي باك مشين. (ملف PDF 734 كيلو بايت ، من موقع البنك المركزي).
- الأوراق النقدية التاريخية لأيرلندا باللغة الإنجليزية